# 新加坡新潟天鵝足球會
新加坡新潟天鵝足球會（英語：Albirex Niigata Singapore FC）是一支参加新加坡職業足球聯賽的球队，俱乐部是日本J联赛新潟天鵝的附属球队，曾经队伍中的球员主要或全部来自日本。
俱乐部从2004年起参加新加坡職業足球聯賽，借此来兴旺在新加坡的日本人社区，俱乐部职业化运营球队的方式也受到了新加坡当地媒体的称赞。
2023年9月13日，新加坡新潟天鵝足球會宣布，自2024赛季开始，将从曾经的日本球员为主的状态转变为新加坡球员为主的状态，以便代表新加坡联赛参加洲际比赛，比如亚足联冠军联赛2。

## 球會榮譽
- 新加坡職業足球聯賽冠軍：2016年, 2017年, 2018年, 2020年, 2022年, 2023年
- 新加坡盃冠軍：2015年, 2016年, 2017年, 2018年
- 新加坡聯賽盃冠軍：2014年, 2015年, 2016年, 2017年
- 新加坡社區盾冠軍：2016年, 2017年，2018年，2023年

## 著名球员
- / 中岛一生
- 李忠成

## 贊助
- 主要贊助: Canon
- 球衣: Mizuno Corporation

## 球队趣闻
当球队刚刚参加新加坡职业足球联赛的时候，新加坡联赛还有一支全中国球员班底的球队── 新麒队，每当新潟和新麒队的比赛一些媒体会冠以在新加坡的中日足球大比拼等标题，火药味要多于其他比赛。